# Glenys Bakker
Glenys Bakker, född den 27 augusti 1962 i High River, Kanada, är en kanadensisk curlingspelare.
Hon tog OS-brons i damernas curlingturnering i samband med de olympiska curlingtävlingarna 2006 i Turin.